# Man from Plains
Pour plus de détails, voir Fiche technique et Distribution.
Man from Plains est un film américain réalisé par Jonathan Demme, sorti en 2007.

## Synopsis
Le film suit l'ex-président des États-Unis Jimmy Carter dans la tournée promotionnelle de son livre Palestine : la paix, pas l'apartheid.

## Fiche technique
- Titre : Man from Plains
- Réalisation : Jonathan Demme
- Scénario : Jonathan Demme
- Musique : Alejandro Escovedo
- Photographie : Declan Quinn
- Montage : Kate Amend
- Production : Neda Armian et Jonathan Demme
- Société de production : Armian Pictures, Clinica Estetico et Participant Media
- Société de distribution : Sony Pictures Classics (États-Unis)
- Pays :  États-Unis
- Genre : Documentaire
- Durée : 125 minutes
- Dates de sortie : 
  -  Italie : 7 septembre 2007 (Mostra de Venise)
  -  États-Unis : 15 août 2008

## Distinctions
Le film a reçu le prix FIPRESCI à la Mostra de Venise 2007 pour la section Orizzonti.